# Emām Şafī
Emām Şafī (persiska: امام صفی) är en ort i Iran.   Den ligger i provinsen Khuzestan, i den centrala delen av landet, 500 km söder om huvudstaden Teheran. Emām Şafī ligger 90 meter över havet och antalet invånare är 224.
Terrängen runt Emām Şafī är varierad. Runt Emām Şafī är det ganska tätbefolkat, med 56 invånare per kvadratkilometer. Närmaste större samhälle är Haftkel, 11,2 km öster om Emām Şafī. Omgivningarna runt Emām Şafī är i huvudsak ett öppet busklandskap.